# Sherman-Brüder

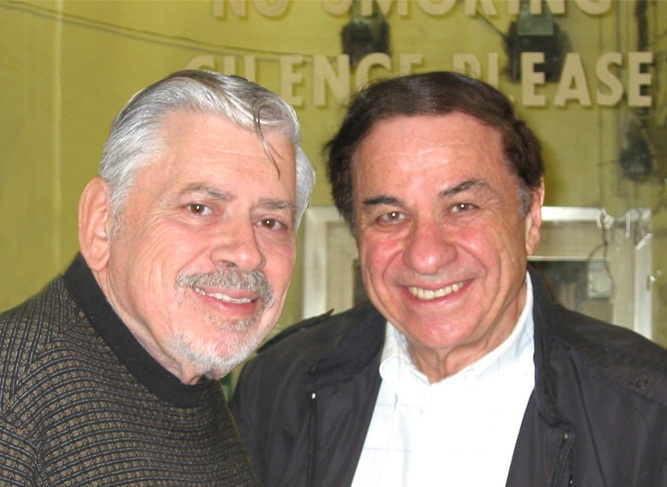
Robert B. Sherman (links) und Richard M. Sherman (2002)

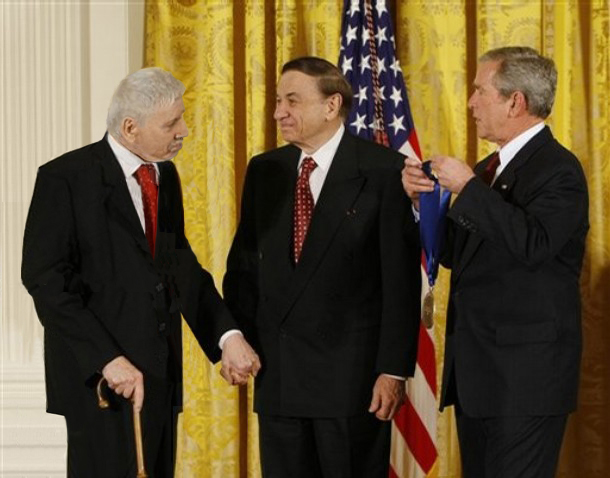
Robert (links) und Richard Sherman (Mitte) mit US-Präsident George W. Bush bei der Verleihung der National Medal of Arts 2008

Die Brüder Robert Bernard Sherman (* 19. Dezember 1925 in New York City; † 5. März 2012 in London) und Richard Morton Sherman (* 12. Juni 1928 in New York City; † 25. Mai 2024 in Beverly Hills, Kalifornien) waren ein US-amerikanisches Komponisten-Duo der mittleren 1950er bis zu den späten 1970er Jahren.

## Leben und Stil
Sie sind vor allem bekannt für ihre Zusammenarbeit mit Walt Disney, für dessen Filme sie hauptsächlich Lieder und gelegentlich Filmmusiken schrieben. Am erfolgreichsten waren das Film- und spätere Bühnenmusical Mary Poppins und der Musical-Zeichentrickfilm Das Dschungelbuch. Sie verfassten aber auch die Songs für die Filmmusicals Tschitti Tschitti Bäng Bäng, Aristocats, Die tollkühne Hexe in ihrem fliegenden Bett und Cinderellas silberner Schuh.
Die Sherman-Brüder komponierten Swing, Jazz, Country und Vaudeville-Nummern. Der größte Teil ihres Gesamtwerks entstand für Film- und Bühnenmusicals.
2009 wurde die Dokumentation The Boys: The Sherman Brothers’ Story veröffentlicht.

## Auszeichnungen
Academy Awards (Oscars)
- 1965: Best Original Song – „Chim Chim Cher-ee“ aus Mary Poppins – gewonnen
- 1965: Best Substantially Original Score – Mary Poppins – gewonnen
- 1969: Best Original Song – „Chitty Chitty Bang Bang“ aus Tschitti Tschitti Bäng Bäng (Chitty Chitty Bang Bang) – nominiert
- 1972: Best Original Song – „The Age of Not Believing“ aus Die tollkühne Hexe in ihrem fliegenden Bett (Bedknobs & Broomsticks) – nominiert
- 1972: Best Scoring Adaptation and Original Song Score – Die tollkühne Hexe in ihrem fliegenden Bett (Bedknobs & Broomsticks) – nominiert
- 1974: Best Scoring Original Song Score And/Or Adaptation – Tom Sawyers Abenteuer (Tom Sawyer) – nominiert
- 1978: Best Original Song – „The Slipper and the Rose Waltz“ aus Cinderellas silberner Schuh (The Slipper and the Rose) – nominiert
- 1978: Best Scoring Original Song Score And/Or Adaptation – Cinderellas silberner Schuh (The Slipper and the Rose) – nominiert
- 1979: Best Original Song – „When You’re Loved“ aus Unsere Lassie (The Magic of Lassie) – nominiert

BAFTA Awards
- 1977: Anthony Asquith Award for Film Music – Cinderellas silberner Schuh (The Slipper and the Rose) – nominiert

Olivier Awards
- 2002: Best Musical – Tschitti Tschitti Bäng Bäng (Chitty Chitty Bang Bang) – nominiert

Grammy Awards
- 1965: Best Original Score for a Motion Picture or Television Show – Mary Poppins – gewonnen
- 1965: Best Recording for Children – Mary Poppins – gewonnen
- 1966: Best Recording for Children – Winnie the Pooh and the Honey Tree – nominiert
- 1968: Best Recording for Children – Das Dschungelbuch (The Jungle Book) – nominiert
- 1970: Best Recording for Children – Tschitti Tschitti Bäng Bäng – nominiert
- 1971: Best Recording for Children – Aristocats – nominiert
- 1973: Best Original Score for a Children’s Show – Snoopy (Snoopy Come Home) – nominiert
- 1974: Best Original Score for a Musical Show – Over Here! – nominiert
- 1975: Best Recording for Children – Winnie the Pooh and Tigger Too – gewonnen[3]

Golden Globe Awards
- 1965: Best Original Score – Mary Poppins – nominiert
- 1969: Best Original Score – Tschitti Tschitti Bäng Bäng (Chitty Chitty Bang Bang) – nominiert
- 1969: Best Original Song – Tschitti Tschitti Bäng Bäng (Chitty Chitty Bang Bang) – nominiert
- 1974: Best Original Score – Tom Sawyers Abenteuer (Tom Sawyer) – nominiert
- 1977: Best Original Score – Cinderellas silberner Schuh (The Slipper and the Rose) – nominiert

Annie Award
- 2000: Outstanding Individual Achievement for Music in an Animated Feature Production – Round My Family Tree aus Tiggers großes Abenteuer (The Tigger Movie) – nominiert
- 2003: Winsor McCay Award for lifetime achievement and contribution to animation – gewonnen

BMI
- 1977: Pioneer Award (Los Angeles, Kalifornien) – gewonnen
- 1991: Lifetime Achievement Award (Auszeichnung für das Lebenswerk; Beverly Wilshire Hotel, Los Angeles) – gewonnen

Disney
- 1985: Auszeichnung Dogcar verliehen im Hollywood Bowl vor 20.000 Zuschauern
- 1990: Auszeichnung Disney Legends verliehen in den Walt Disney Studios in Burbank
- 2010: Fenster in der Main Street, U.S.A. im Disneyland Anaheim zu Ehren der Beiträge der Sherman-Brüder zu den Disney-Themen-/Freizeitparks

Laurel Awards
- 1965: Erster Platz der Golden Laurel – Best Song – Chim Chim Cher-ee aus Mary Poppins
- 1965: Zweiter Platz der Golden Laurel – Music Men
- 1966: Dritter Platz der Golden Laurel – Best Song – That Darn Cat! aus Alles für die Katz (That Darn Cat!)

Theatre Museum Award
- 2010: Career Achievement Award (The Players Club, NYC, 17. Mai 2010)

Christopher Award
- 1964: Best Original Song Score – Mary Poppins
- 1973: Best Original Song Score – Tom Sawyers Abenteuer (Tom Sawyer)

Weitere Ehrungen
- 1973: First Place Award beim Internationalen Filmfestival Moskau – Beste Musik – Tom Sawyer – gewonnen
- 1976: Vergabe eines Sterns für „Richard & Robert Sherman“ auf dem Hollywood Walk of Fame (vor 6914 Hollywood Blvd. in Los Angeles)
- 1984: Golden Videocassette Award für die Meistverkaufte Videokassette aller Zeiten – Mary Poppins – gewonnen
- 2003: Variety Club Awards für das beste Musical – Chitty Chitty Bang Bang – gewonnen
- 2005: Aufnahme in die Songwriters Hall of Fame (Marriott Hotel am Times Square in New York City)
- 2008: Verleihung der National Medal of Arts an Richard und Robert Sherman durch den damaligen US-Präsidenten George W. Bush am 17. November 2008 im Weißen Haus. Die National Medal of Arts ist die höchste Ehrung, die von der Regierung der Vereinigten Staaten an Künstler vergeben werden kann.[4]

## Autobiografie
- Robert B. Sherman, Richard M. Sherman: Walt’s Time. From Before to Beyond. 252 S. Camphor Tree, Santa Clarita 1998, ISBN 0-9646059-3-7.